# Roman Kalarus

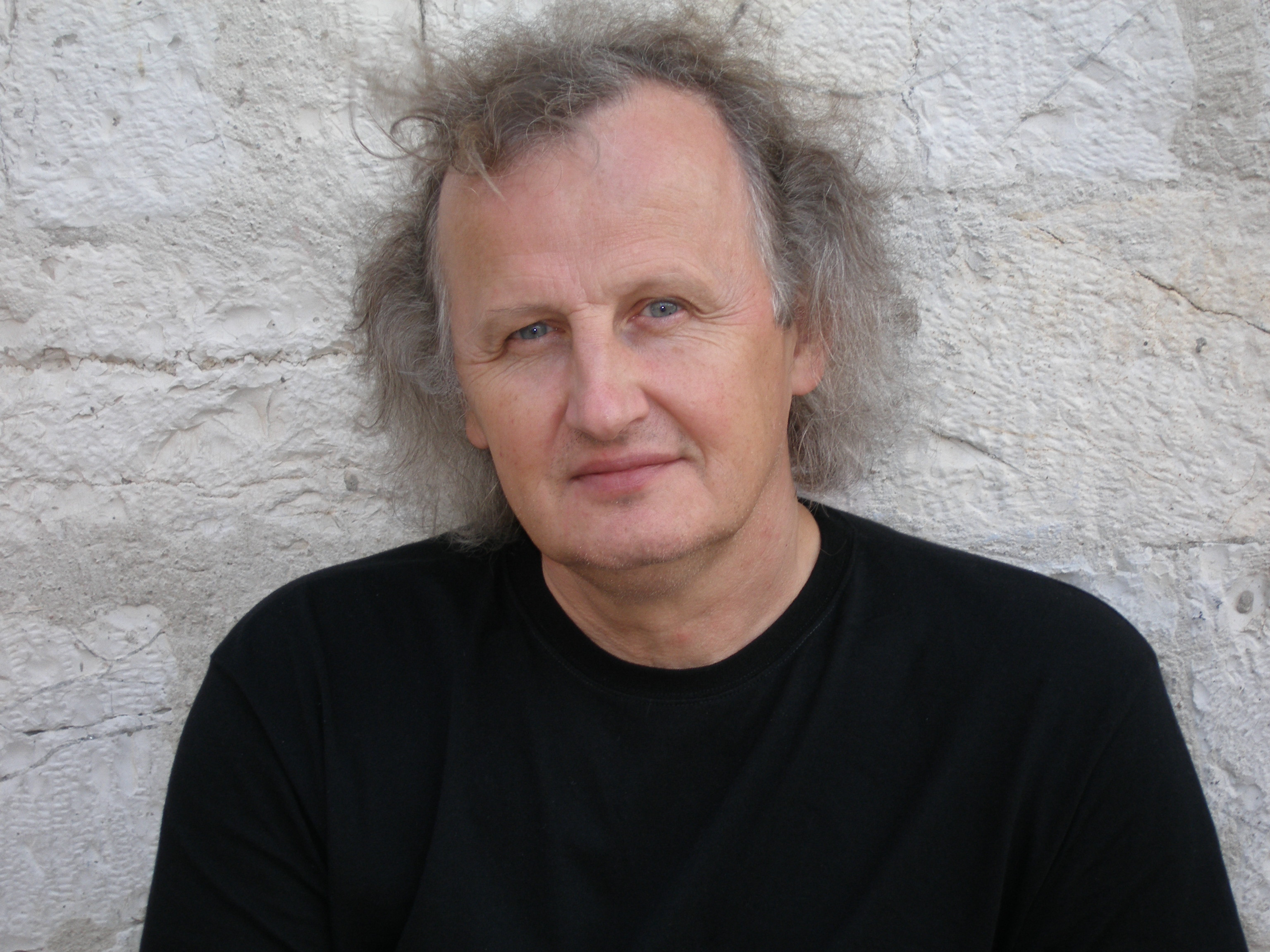
Roman Kalarus

Roman Kalarus (* 21. März 1951 in Kattowitz) ist ein polnischer Plakatkünstler, Grafiker, Cartoonist und Designer.
Kalarus studierte bis an der Fakultät für Grafik der Akademie der Bildenden Künste. Er unterrichtete Grafikdesign und -komposition an der Schlesischen Hochschule für Informatik. An der Akademie der Schönen Künste in Krakau gibt er Kurse für Studenten der letzten zwei Studienjahre, unter ihnen waren Sebastian Kubica, Monika Starowicz, Weronika Ratajska und Stefan Lechwar. Außerdem gab er Kurse in Chile und Israel.
Seine eigenen Werke wurden auf etwa 300 Ausstellungen u. a. in Polen, England, Ungarn, Schweden, Frankreich, Italien, Deutschland, der Schweiz, Japan, Aserbaidschan, Israel und den USA gezeigt. Bei den Bienalen der Plakatkünstler in Kattowitz erhielt er zweimal den Grand Prix (1995 und 2001) sowie weitere Preise (1977, 1979, 1987 und 1989), beim Krakauer Plakatfestival 2001 den Ersten Preis. Gemeinsam mit seinem Schüler Sebastian Kubica wurde er 2003 bei der Internationalen Postertriennale in Toyama mit einer Bronzemedaille ausgezeichnet. Weitere Auszeichnungen erhielt er bei der Internationalen Biennale für Angewandte Graphik in Brünn (Bronzemedaille), der Internationalen Plakattriennale in Hongkong 2004 und der 8. Internationalen Postertriennale in Teheran (2004). Seine Heimatstadt ernannte ihn in Anerkennung seiner künstlerischen und pädagogischen Leistungen 2006 zum Kulturpräsidenten.
Kalarus ist auch auf dem Gebiet der künstlerischen Collage, des Holzschnittes (Preise der 4. und 5. Quadriennale des Polnischen Holzschnitts in Olsztyn 1987 und 1991), der Malerei und des Zeichnens aktiv. Für das Śląski Teatr Lalki i Aktora entwarf er Bühnenbild und Puppen für ein Stück von Gustaw Morcinek, ebenso auch das Bühnenbild für Jacek Popławskis Inszenierung des Stückes Dokąd pędzisz, Koniku?. Zwischen 2000 und 2003 realisierte er zudem Projekte der Sakralmalerei in Kirchen mit Joana Piech.
Für ein Projekt der Erzdiözese Kattowitz gegen Alkoholmissbrauch („Ich fahre – ich bin nüchtern“) war er für das Grafikdesign verantwortlich und entwarf zwischen 1999 und 2006 eine Reihe von Plakaten, zudem entstanden Werbetafeln, Stempel und Drucke auf Straßenbahnen und Bussen.